# Gräsiris
Gräsiris (Iris graminea) är en irisväxtart som beskrevs av Carl von Linné. Enligt Catalogue of Life ingår Gräsiris i släktet irisar och familjen irisväxter, men enligt Dyntaxa är tillhörigheten istället släktet irisar och familjen irisväxter. Arten har ej påträffats i Sverige. Inga underarter finns listade i Catalogue of Life.

## Bildgalleri

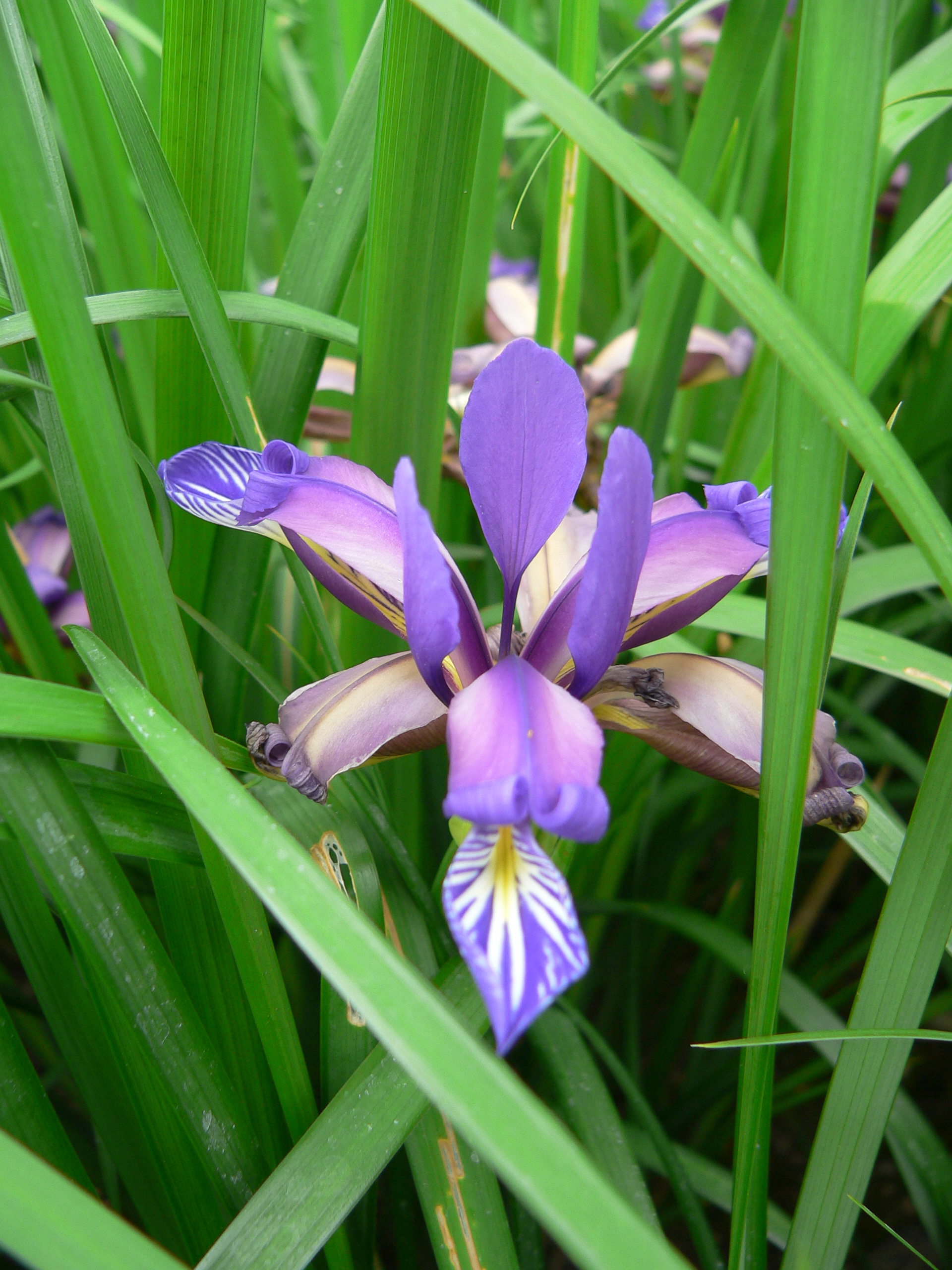
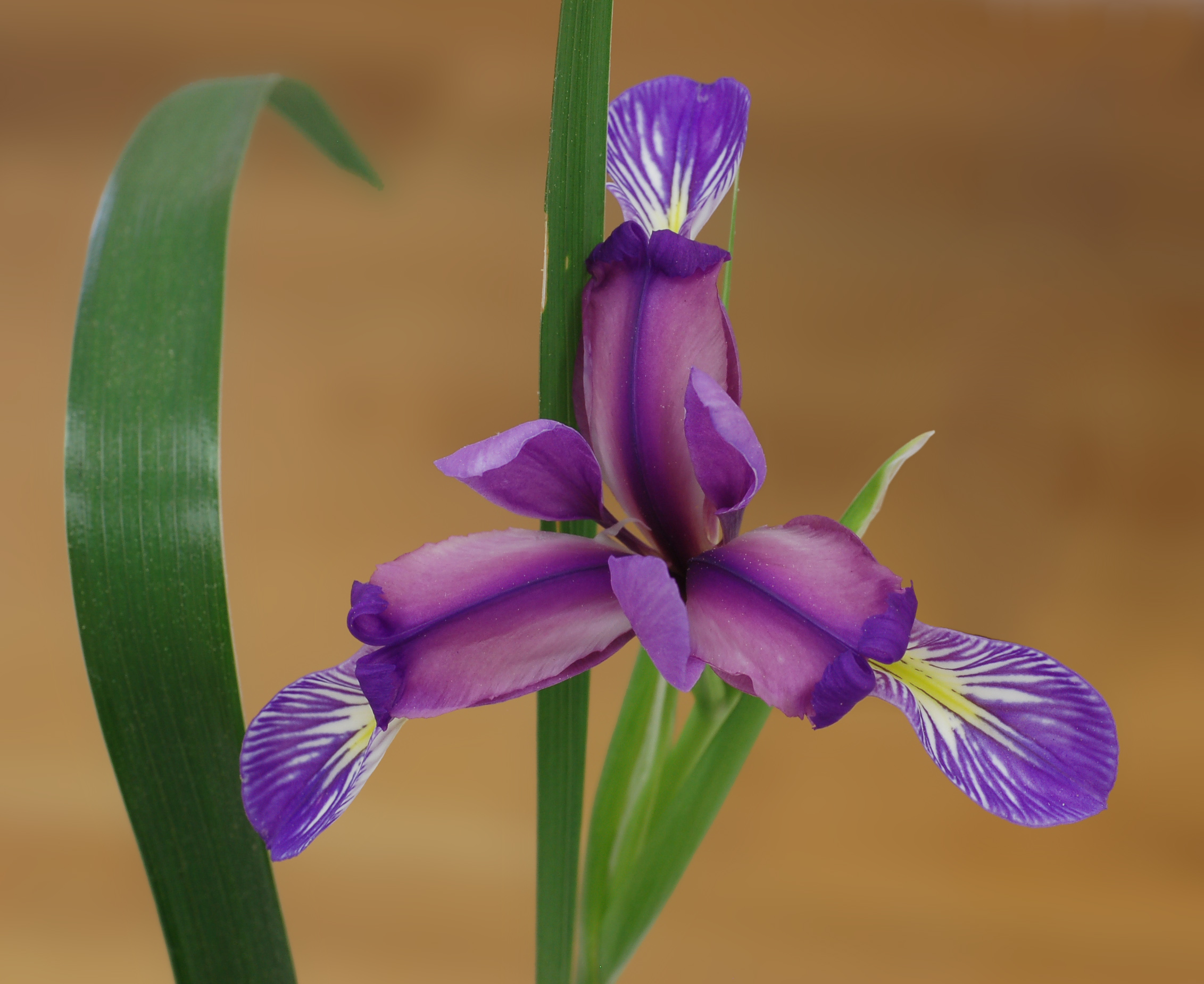
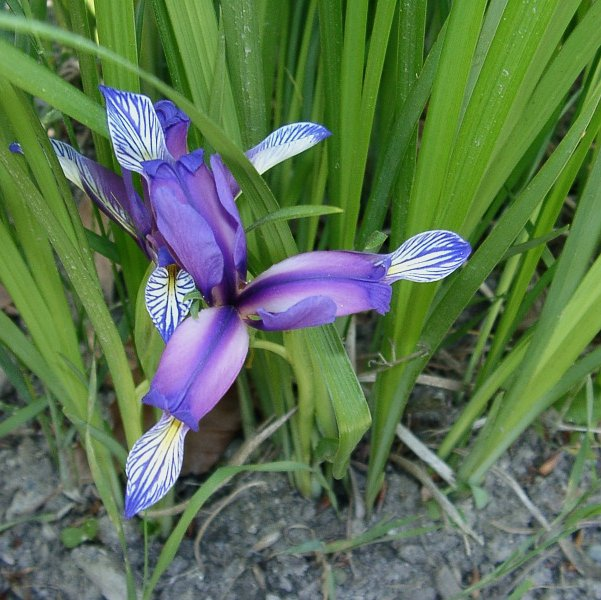
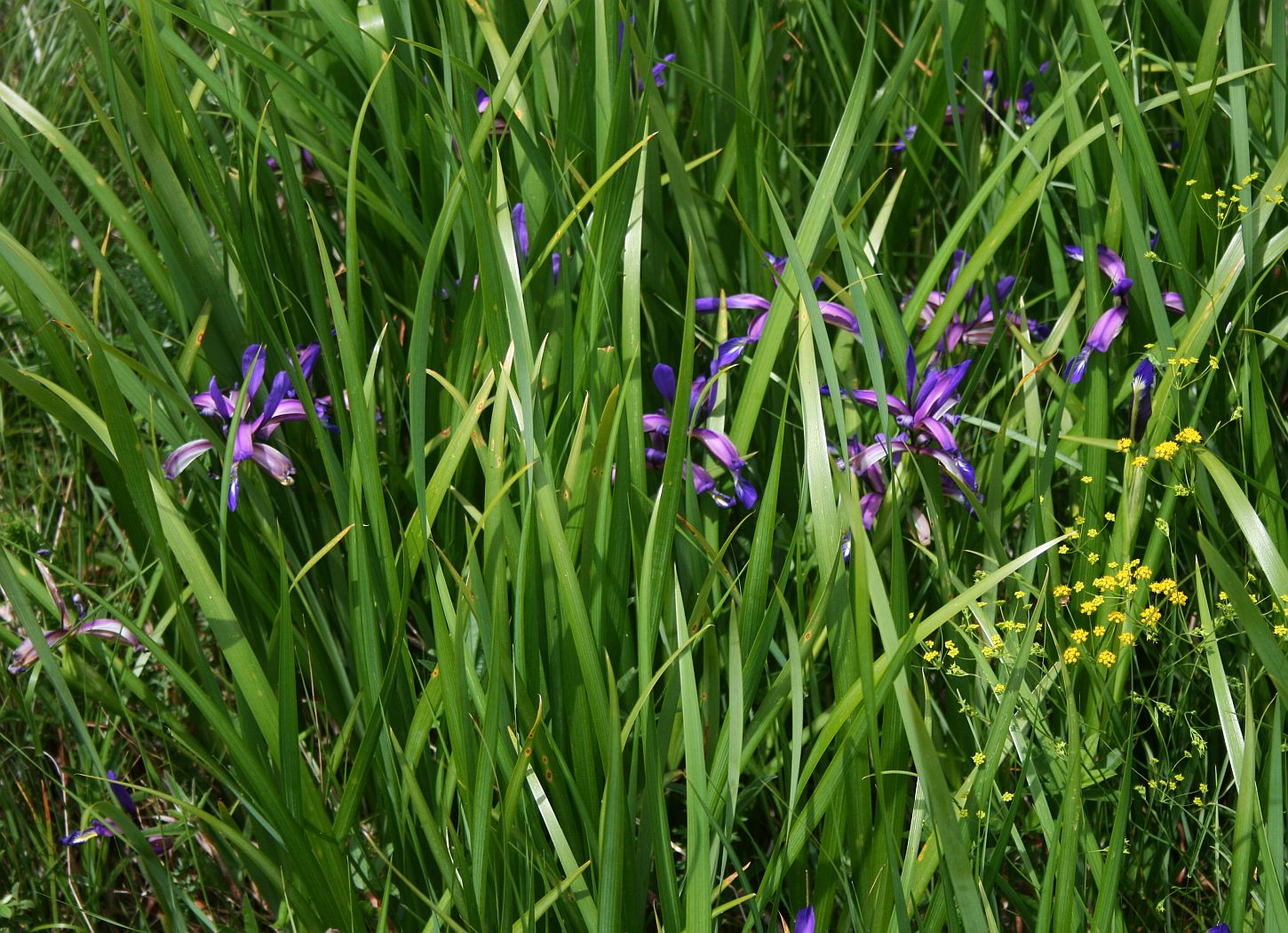
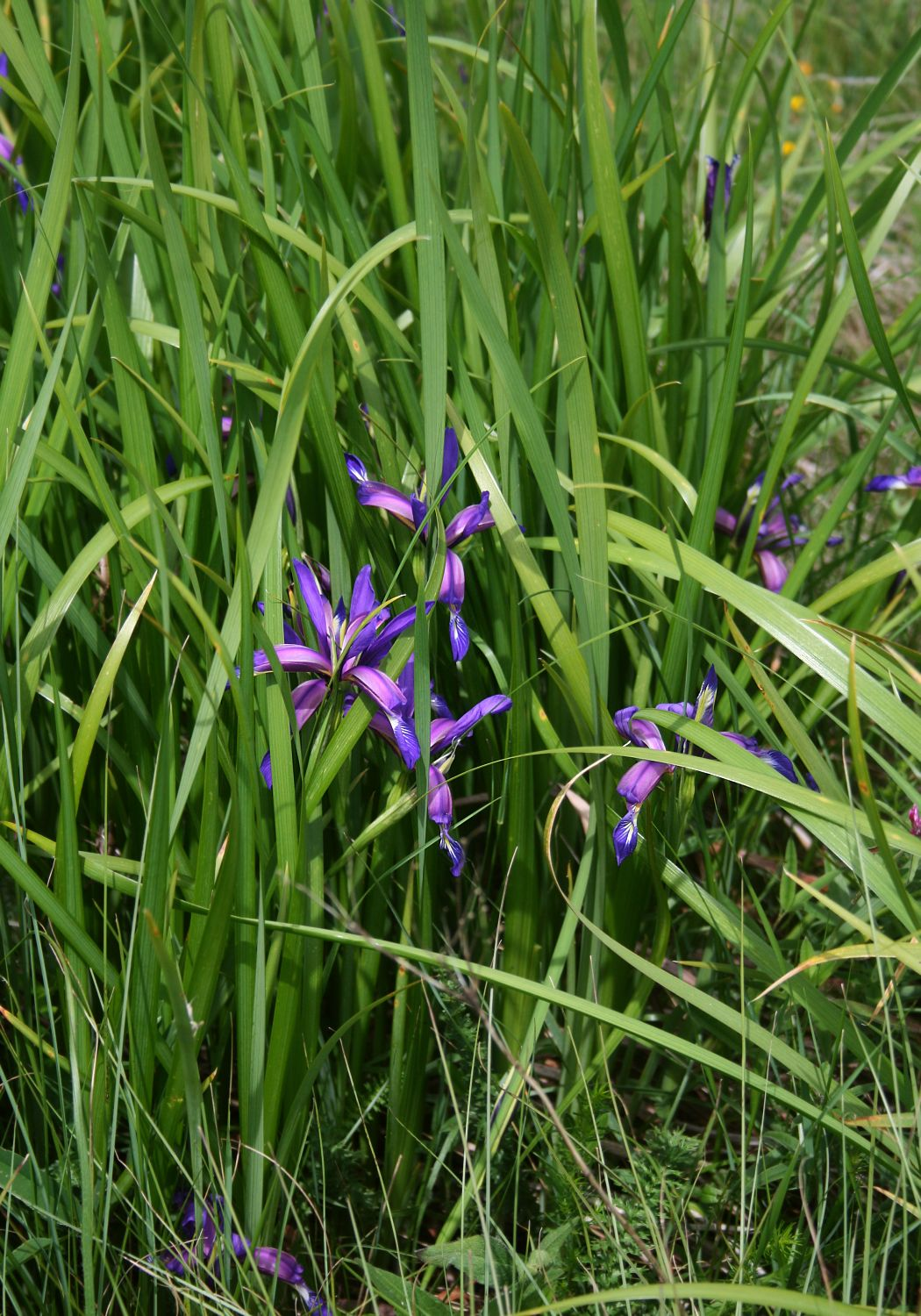
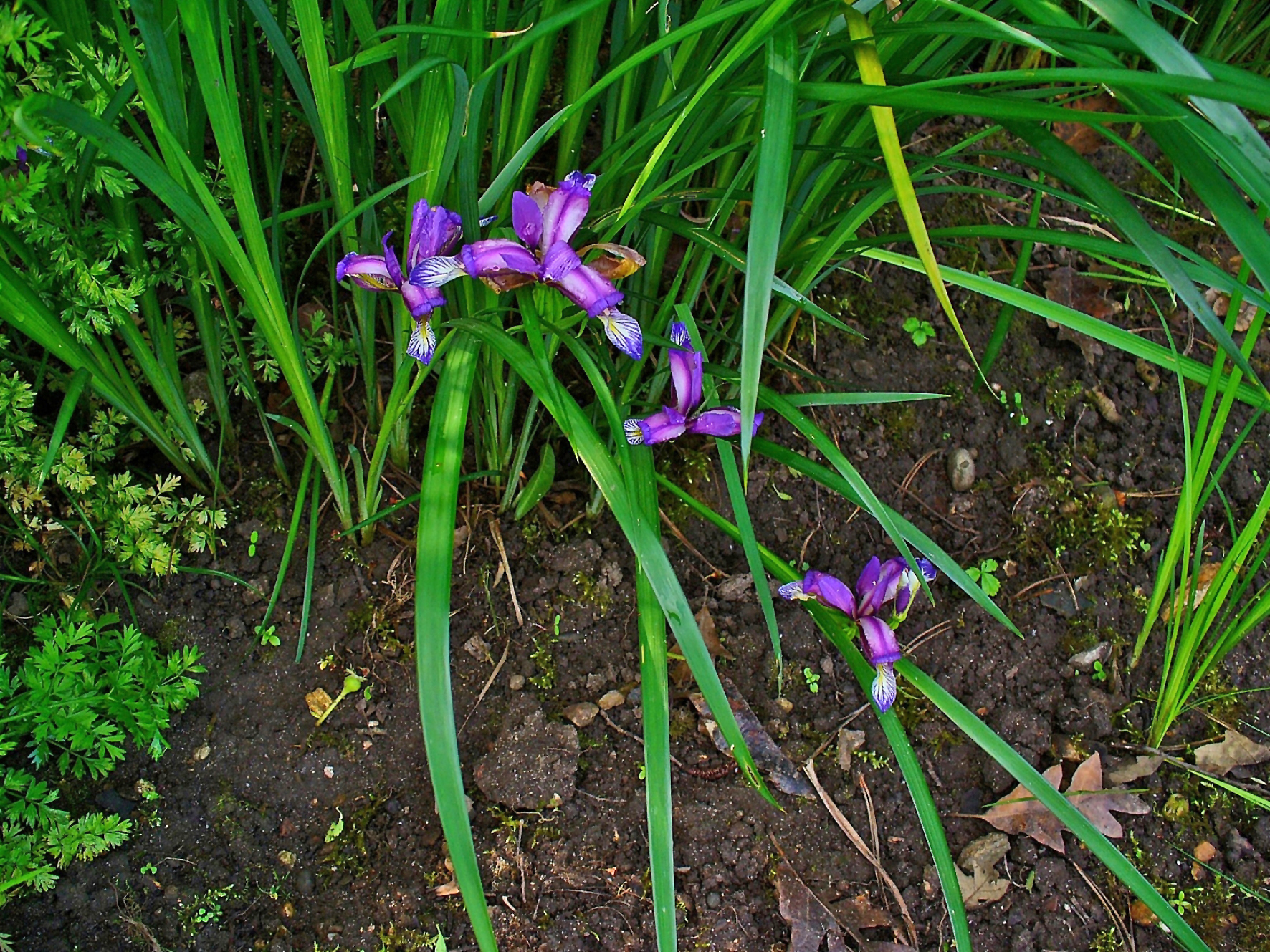
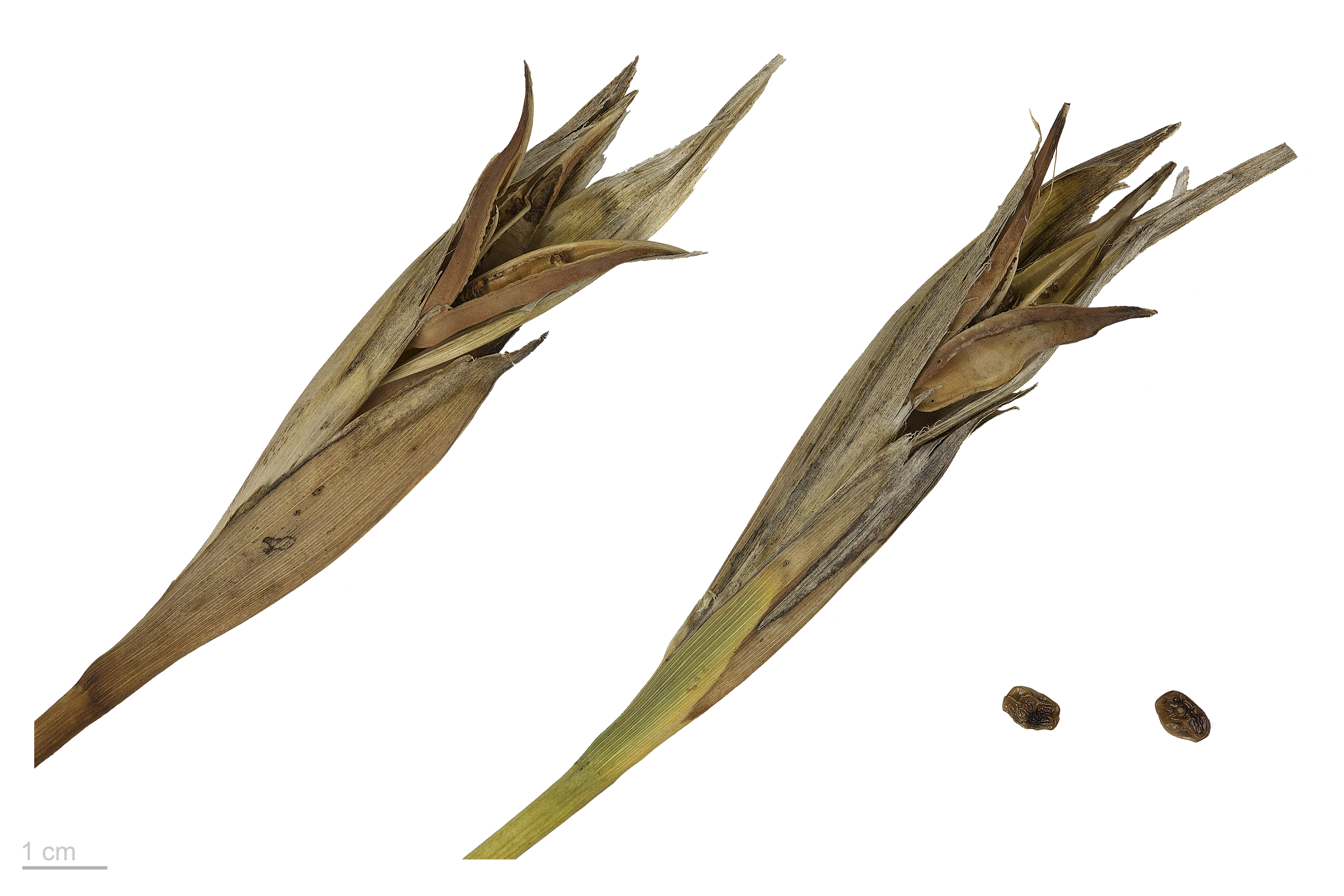
Iris graminea - Museum specimen